# UNLUCKY GIRL!!
「UNLUCKY GIRL!!」（アンラッキー・ガール）は、Sweetyのデビューシングル。2012年5月30日にユニバーサルミュージックから発売された。

## 概要
ホーリーピークボイスアクターズスクールのクラスメイトにより結成されたユニット、Sweetyのデビューシングル。販売形態は初回限定盤と通常盤の2種リリースで、前者にはUNLUCKY GIRL!!のPVを収録したDVDが同梱されている。なおPVではタイトル通り長谷川、高木、竹之内の3人に良くないことが起こるが、中盤のダンスシーンではテントウムシが登場するハプニングに見舞われた。

## 批評
CDジャーナルは、「拙い歌唱表現も、デビューらしい初々しさにあふれていて愛せる出来栄え。」と評した。

## 収録曲
（全作詞・作曲・編曲：OSTER project）
1. UNLUCKY GIRL!! [3:52]
テレビアニメ『戦国コレクション』前期エンディングテーマ
高木と竹之内によればテンションが上がる可愛い曲であると述べている[1]。
2. SWEETY [3:54]
歌詞には、マカロンやガトーショコラといった、スイーツが散りばめられている[1]。
3. 恋色病棟 [4:09]
長谷川のソロ曲で、男の子に恋した女の子の恋の病を描いている[1]
4. UNLUCKY GIRL!!（Instrumental）
5. SWEETY（Instrumental）

DVD（初回限定盤のみ）
1. UNLUCKY GIRL!!  Music Clip